# Sonneborn, Thüringen
Sonneborn är en kommun och ort i Landkreis Gotha i förbundslandet Thüringen i Tyskland.
Kommunen ingår i förvaltningsområdet Nessetal tillsammans med kommunen Nessetal.